# Dipoena picta
Dipoena picta är en spindelart som först beskrevs av Tord Tamerlan Teodor Thorell 1890.  Dipoena picta ingår i släktet Dipoena och familjen klotspindlar. Inga underarter finns listade i Catalogue of Life.